# Ciclismo nos Jogos Olímpicos de Verão de 2024 - Velocidade feminino
A prova de velocidade feminino do ciclismo nos Jogos Olímpicos de Verão de 2024 ocorreu entre 9 e 11 de agosto de 2024 no Velódromo de Saint-Quentin-en-Yvelines, em Montigny-le-Bretonneux. Um total de 28 ciclistas de 16 Comitês Olímpicos Nacionais (CON) participaram do evento.

## Qualificação
Cada Comitê Olímpico Nacional (CON) poderia inscrever até duas ciclistas qualificadas no evento de velocidade feminino. A qualificação se deu inteiramente através do ranking olímpico da União Ciclística Internacional (UCI) de 2022–24, com os oito primeiros que se qualificam para o evento de velocidade por equipes podendo inscrever duas ciclistas cada na velocidade individual (assim como no keirin). Os CONs que qualificam uma ciclista no ranking do keirin também poderiam incluí-la na velocidade. Finalmente, sete vagas foram alocadas individualmente por meio do ranking, sendo que cada um dos cinco continentes deveria estar representado.

## Formato
A competição começa com uma rodada classificatória de contrarrelógio (largada lançada de 200 metros). As 24 melhores ciclistas avançam para as fases de eliminação. Em cada fase, as ciclistas largam lado a lado e devem completar três voltas na pista (750 metros). Os últimos 200 metros são cronometrados. Cada fase é composta da seguinte forma.
- A primeira fase emparelha as 24 ciclistas em 12 baterias; a vencedora de cada uma avança a segunda fase, enquanto a perdedora vai a primeira repescagem.
- A primeira repescagem coloca as 12 ciclistas em 4 baterias de 3 ciclistas cada; a vencedora de cada bateria se junta as vencedoras da primeira fase avançando para a segunda fase, enquanto as demais ciclistas são eliminadas.
- A segunda fase emparelha as 16 ciclistas em 8 baterias; a vencedora de cada uma avança as oitavas de final, enquanto a perdedora vai para a segunda repescagem.
- A segunda repescagem conta novamente com 4 baterias, desta vez de duas ciclistas cada; a vencedora de cada uma avança para as oitavas de final, enquanto a perdedor de cada bateria é eliminada.
- As oitavas de final juntam as 12 ciclistas em 6 baterias; a vencedora de cada uma avança para as quartas de final, enquanto a perdedora vai para a terceira repescagem.
- A terceira repescagem tem 2 baterias de três ciclistas cada; a vencedor vai para as quartas de final enquanto todos as outros são eliminadas.
- As quartas de final começam com uma melhor de três corridas; as 8 ciclistas são colocados em 4 baterias. A vencedora de duas corridas em cada bateria vai para as semifinais, enquanto a perdedora disputa a corrida de classificação 5–8.
- As semifinais novamente usam baterias de melhor de três corridas, com as 4 ciclistas em duas semifinais. A vencedora de cada semifinal vai para a final e a perdedora vai para a disputa pela medalha de bronze.
- A rodada final inclui a disputa pela medalha de ouro, a disputa pelo bronze e a corrida de classificação 5–8. As disputas por medalhas são no formato um contra um, em melhor de três; a classificação 5–8 é uma corrida única com 4 ciclistas.

## Calendário
Horário local (UTC+2)
| Data                 | Hora                          | Fase                                                                               |
| -------------------- | ----------------------------- | ---------------------------------------------------------------------------------- |
| 9 de agosto de 2024  | 14:00 14:48 15:38 19:10 19:58 | Classificatórias Primeira fase Primeira repescagem Segunda fase Segunda repescagem |
| 10 de agosto de 2024 | 17:00 17:50 19:07             | Oitavas de final Terceira repescagem Quartas de final                              |
| 11 de agosto de 2024 | 11:22 12:25 12:45             | Semifinais Classificação 5–8 Final                                                 |

## Medalhistas
| Ouro   | NZL Ellesse Andrews |
| Prata  | GER Lea Friedrich   |
| Bronze | GBR Emma Finucane   |

## Resultados

### Classificatórias
As 24 melhores ciclistas avançam para a primeira fase.
| Pos. | Ciclista                     | CON               | Tempo  | Atrás  | Notas |
| ---- | ---------------------------- | ----------------- | ------ | ------ | ----- |
| 1    | Lea Friedrich                | GER Alemanha      | 10.029 |        | , Q   |
| 2    | Emma Finucane                | GBR Grã-Bretanha  | 10.067 | +0.038 | Q     |
| 3    | Ellesse Andrews              | NZL Nova Zelândia | 10.108 | +0.079 | Q     |
| 4    | Sophie Capewell              | GBR Grã-Bretanha  | 10.132 | +0.103 | Q     |
| 5    | Mathilde Gros                | FRA França        | 10.182 | +0.153 | Q     |
| 6    | Emma Hinze                   | GER Alemanha      | 10.198 | +0.169 | Q     |
| 7    | Mina Sato                    | JPN Japão         | 10.257 | +0.228 | Q     |
| 8    | Hetty van de Wouw            | NED Países Baixos | 10.263 | +0.234 | Q     |
| 9    | Shaane Fulton                | NZL Nova Zelândia | 10.281 | +0.252 | Q     |
| 10   | Kelsey Mitchell              | CAN Canadá        | 10.285 | +0.256 | Q     |
| 11   | Kristina Clonan              | AUS Austrália     | 10.310 | +0.281 | Q     |
| 12   | Lauriane Genest              | CAN Canadá        | 10.310 | +0.281 | Q     |
| 13   | Martha Bayona                | COL Colômbia      | 10.411 | +0.382 | Q     |
| 14   | Steffie van der Peet         | NED Países Baixos | 10.479 | +0.450 | Q     |
| 15   | Stefany Cuadrado             | COL Colômbia      | 10.508 | +0.479 | Q     |
| 16   | Miriam Vece                  | ITA Itália        | 10.560 | +0.531 | Q     |
| 17   | Daniela Gaxiola              | MEX México        | 10.581 | +0.552 | Q     |
| 18   | Taky Marie-Divine Kouamé     | FRA França        | 10.634 | +0.605 | Q     |
| 19   | Yuli Verdugo                 | MEX México        | 10.637 | +0.608 | Q     |
| 20   | Riyu Ohta                    | JPN Japão         | 10.659 | +0.63  | Q     |
| 21   | Nurul Izzah Izzati Mohd Asri | MAS Malásia       | 10.709 | +0.680 | Q     |
| 22   | Bao Shanju                   | CHN China         | 10.744 | +0.715 | Q     |
| 23   | Marlena Karwacka             | POL Polônia       | 10.758 | +0.729 | Q     |
| 24   | Julie Nicolaes               | BEL Bélgica       | 10.809 | +0.780 | Q     |
| 25   | Nikola Sibiak                | POL Polônia       | 10.945 | +0.916 |       |
| 26   | Sara Fiorin                  | ITA Itália        | 11.085 | +1.056 |       |
| 27   | Chloe Moran                  | AUS Austrália     | 11.112 | +1.083 |       |
| 28   | Ese Ukpeseraye               | NGR Nigéria       | 11.652 | +1.623 |       |
| 29   | Yuan Liying                  | CHN China         | DNS    | DNS    | DNS   |
| 29   | Nicky Degrendele             | BEL Bélgica       | DNS    | DNS    | DNS   |

### Primeira fase
As vencedoras de cada bateria avançam para a segunda fase e as perdedores para a primeira repescagem.
| Bateria | Pos. | Ciclista                     | CON               | Intervalo | Notas |
| ------- | ---- | ---------------------------- | ----------------- | --------- | ----- |
| 1       | 1    | Lea Friedrich                | GER Alemanha      | X         | Q     |
| 1       | 2    | Julie Nicolaes               | BEL Bélgica       | +1.015    | R     |
| 2       | 1    | Emma Finucane                | GBR Grã-Bretanha  | X         | Q     |
| 2       | 2    | Marlena Karwacka             | POL Polônia       | +0.632    | R     |
| 3       | 1    | Ellesse Andrews              | NZL Nova Zelândia | X         | Q     |
| 3       | 2    | Bao Shanju                   | CHN China         | +0.312    | R     |
| 4       | 1    | Sophie Capewell              | GBR Grã-Bretanha  | X         | Q     |
| 4       | 2    | Nurul Izzah Izzati Mohd Asri | MAS Malásia       | +0.081    | R     |
| 5       | 1    | Mathilde Gros                | FRA França        | X         | Q     |
| 5       | 2    | Riyu Ohta                    | JPN Japão         | +0.201    | R     |
| 6       | 1    | Emma Hinze                   | GER Alemanha      | X         | Q     |
| 6       | 2    | Yuli Verdugo                 | MEX México        | +0.119    | R     |
| 7       | 1    | Mina Sato                    | JPN Japão         | X         | Q     |
| 7       | 2    | Taky Marie-Divine Kouamé     | FRA França        | +0.112    | R     |
| 8       | 1    | Hetty van de Wouw            | NED Países Baixos | X         | Q     |
| 8       | 2    | Daniela Gaxiola              | MEX México        | +0.187    | R     |
| 9       | 1    | Shaane Fulton                | NZL Nova Zelândia | X         | Q     |
| 9       | 2    | Miriam Vece                  | ITA Itália        | +0.250    | R     |
| 10      | 1    | Kelsey Mitchell              | CAN Canadá        | X         | Q     |
| 10      | 2    | Stefany Cuadrado             | COL Colômbia      | +0.378    | R     |
| 11      | 1    | Kristina Clonan              | AUS Austrália     | X         | Q     |
| 11      | 2    | Steffie van der Peet         | NED Países Baixos | +0.100    | R     |
| 12      | 1    | Martha Bayona                | COL Colômbia      | X         | Q     |
| 12      | 2    | Lauriane Genest              | CAN Canadá        | +0.064    | R     |

### Primeira repescagem
As vencedoras de cada bateria avançam para a segunda fase; as restantes são eliminadas.
| Bateria | Pos. | Ciclista                     | CON               | Intervalo | Notas |
| ------- | ---- | ---------------------------- | ----------------- | --------- | ----- |
| 1       | 1    | Daniela Gaxiola              | MEX México        | X         | Q     |
| 1       | 2    | Miriam Vece                  | ITA Itália        | +0.004    |       |
| 1       | 3    | Julie Nicolaes               | BEL Bélgica       | +0.509    |       |
| 2       | 1    | Taky Marie-Divine Kouamé     | FRA França        | X         | Q     |
| 2       | 2    | Marlena Karwacka             | POL Polônia       | +0.065    |       |
| 2       | 3    | Stefany Cuadrado             | COL Colômbia      | +1.258    |       |
| 3       | 1    | Steffie van der Peet         | NED Países Baixos | X         | Q     |
| 3       | 2    | Yuli Verdugo                 | MEX México        | +0.001    |       |
| 3       | 3    | Bao Shanju                   | CHN China         | +0.127    |       |
| 4       | 1    | Lauriane Genest              | CAN Canadá        | X         | Q     |
| 4       | 2    | Nurul Izzah Izzati Mohd Asri | MAS Malásia       | +0.059    |       |
| 4       | 3    | Riyu Ohta                    | JPN Japão         | +0.326    |       |

### Segunda fase
As vencedores de cada bateria avançam para as oitavas de final e as perdedoras para a segunda repescagem.
| Bateria | Pos. | Ciclista                 | CON               | Intervalo | Notas |
| ------- | ---- | ------------------------ | ----------------- | --------- | ----- |
| 1       | 1    | Lea Friedrich            | GER Alemanha      | X         | Q     |
| 1       | 2    | Lauriane Genest          | CAN Canadá        | +0.220    | R     |
| 2       | 1    | Emma Finucane            | GBR Grã-Bretanha  | X         | Q     |
| 2       | 2    | Steffie van der Peet     | NED Países Baixos | +0.127    | R     |
| 3       | 1    | Ellesse Andrews          | NZL Nova Zelândia | X         | Q     |
| 3       | 2    | Taky Marie-Divine Kouamé | FRA França        | +0.146    | R     |
| 4       | 1    | Sophie Capewell          | GBR Grã-Bretanha  | X         | Q     |
| 4       | 2    | Daniela Gaxiola          | MEX México        | +0.077    | R     |
| 5       | 1    | Mathilde Gros            | FRA França        | X         | Q     |
| 5       | 2    | Martha Bayona            | COL Colômbia      | +0.016    | R     |
| 6       | 1    | Emma Hinze               | GER Alemanha      | X         | Q     |
| 6       | 2    | Kristina Clonan          | AUS Austrália     | +0.087    | R     |
| 7       | 1    | Mina Sato                | JPN Japão         | X         | Q     |
| 7       | 2    | Kelsey Mitchell          | CAN Canadá        | +0.042    | R     |
| 8       | 1    | Hetty van de Wouw        | NED Países Baixos | X         | Q     |
| 8       | 2    | Shaane Fulton            | NZL Nova Zelândia | +0.001    | R     |

### Segunda repescagem
As vencedoras de cada bateria avançam para as oitavas de final; as perdedores são eliminadas.
| Bateria | Pos. | Ciclista                 | CON               | Intervalo | Notas |
| ------- | ---- | ------------------------ | ----------------- | --------- | ----- |
| 1       | 1    | Shaane Fulton            | NZL Nova Zelândia | X         | Q     |
| 1       | 2    | Lauriane Genest          | CAN Canadá        | +0.179    |       |
| 2       | 1    | Kelsey Mitchell          | CAN Canadá        | X         | Q     |
| 2       | 2    | Steffie van der Peet     | NED Países Baixos | +0.070    |       |
| 3       | 1    | Kristina Clonan          | AUS Austrália     | X         | Q     |
| 3       | 2    | Taky Marie-Divine Kouamé | FRA França        | +0.860    |       |
| 4       | 1    | Martha Bayona            | COL Colômbia      | X         | Q     |
| 4       | 2    | Daniela Gaxiola          | MEX México        | +0.131    |       |

### Oitavas de final
As vencedores de cada bateria avançam para as quartas de final e as perdedores para a terceira repescagem.
| Bateria | Pos. | Ciclista          | CON               | Intervalo | Notas |
| ------- | ---- | ----------------- | ----------------- | --------- | ----- |
| 1       | 1    | Lea Friedrich     | GER Alemanha      | X         | Q     |
| 1       | 2    | Martha Bayona     | COL Colômbia      | +0.091    | R     |
| 2       | 1    | Emma Finucane     | GBR Grã-Bretanha  | X         | Q     |
| 2       | 2    | Kristina Clonan   | AUS Austrália     | +0.658    | R     |
| 3       | 1    | Ellesse Andrews   | NZL Nova Zelândia | X         | Q     |
| 3       | 2    | Kelsey Mitchell   | CAN Canadá        | +0.116    | R     |
| 4       | 1    | Sophie Capewell   | GBR Grã-Bretanha  | X         | Q     |
| 4       | 2    | Shaane Fulton     | NZL Nova Zelândia | +0.004    | R     |
| 5       | 1    | Hetty van de Wouw | NED Países Baixos | X         | Q     |
| 5       | 2    | Mathilde Gros     | FRA França        | +0.245    | R     |
| 6       | 1    | Emma Hinze        | GER Alemanha      | X         | Q     |
| 6       | 2    | Mina Sato         | JPN Japão         | +0.032    | R     |

### Terceira repescagem
As vencedoras de cada bateria avançam para as quartas de final; as restantes são eliminadas.
| Bateria | Pos. | Ciclista        | CON               | Intervalo | Notas |
| ------- | ---- | --------------- | ----------------- | --------- | ----- |
| 1       | 1    | Martha Bayona   | COL Colômbia      | X         | Q     |
| 1       | 2    | Mathilde Gros   | FRA França        | +0.027    |       |
| 1       | 3    | Shaane Fulton   | NZL Nova Zelândia | +0.276    |       |
| 2       | 1    | Kelsey Mitchell | CAN Canadá        | X         | Q     |
| 2       | 2    | Mina Sato       | JPN Japão         | +0.111    |       |
| 2       | 3    | Kristina Clonan | AUS Austrália     | +0.295    |       |

### Quartas de final
As vencedoras de cada bateria, disputada em uma melhor de três corridas, avançam para a semifinal e as perdedores para a classificação 5–8.
| Bateria | Pos. | Ciclista          | CON               | Corrida 1 | Corrida 2 | Desempate (s.n.) | Notas |
| ------- | ---- | ----------------- | ----------------- | --------- | --------- | ---------------- | ----- |
| 1       | 1    | Lea Friedrich     | GER Alemanha      | X         | X         |                  | SF    |
| 1       | 2    | Kelsey Mitchell   | CAN Canadá        | +0.217    | +0.052    |                  | F5-8  |
| 2       | 1    | Emma Finucane     | GBR Grã-Bretanha  | X         | X         |                  | SF    |
| 2       | 2    | Martha Bayona     | COL Colômbia      | +0.076    | +0.147    |                  | F5-8  |
| 3       | 1    | Ellesse Andrews   | NZL Nova Zelândia | X         | X         |                  | SF    |
| 3       | 2    | Emma Hinze        | GER Alemanha      | +0.048    | +0.036    |                  | F5-8  |
| 4       | 1    | Hetty van de Wouw | NED Países Baixos | X         | X         |                  | SF    |
| 4       | 2    | Sophie Capewell   | GBR Grã-Bretanha  | +0.088    | +0.140    |                  | F5-8  |

### Classificação 5–8
A corrida determina as classificações finais do quinto ao oitavo lugar.
| Pos. | Ciclista        | CON              | Intervalo |
| ---- | --------------- | ---------------- | --------- |
| 5    | Sophie Capewell | GBR Grã-Bretanha |           |
| 6    | Emma Hinze      | GER Alemanha     | +0.064    |
| 7    | Martha Bayona   | COL Colômbia     | +0.092    |
| 8    | Kelsey Mitchell | CAN Canadá       | +0.493    |

### Semifinais
As vencedoras de cada bateria, disputada em uma melhor de três corridas, avançam para a final e as perdedoras para a disputa pela medalha de bronze.
| Bateria | Pos. | Ciclista          | CON               | Corrida 1 | Corrida 2 | Desempate (s.n.) | Notas |
| ------- | ---- | ----------------- | ----------------- | --------- | --------- | ---------------- | ----- |
| 1       | 1    | Lea Friedrich     | GER Alemanha      | +0.014    | X         | X                | QO    |
| 1       | 2    | Hetty van de Wouw | NED Países Baixos | X         | +0.053    | +0.151           | QB    |
| 2       | 1    | Ellesse Andrews   | NZL Nova Zelândia | X         | X         |                  | QO    |
| 2       | 2    | Emma Finucane     | GBR Grã-Bretanha  | +0.096    | +0.050    |                  | QB    |

### Finais
Cada bateria define as disputas das medalhas.
| Pos.                | Ciclista          | CON               | Corrida 1 | Corrida 2 | Desempate (s.n.) |
| ------------------- | ----------------- | ----------------- | --------- | --------- | ---------------- |
| Disputa pelo ouro   |                   |                   |           |           |                  |
| Medalha de ouro     | Ellesse Andrews   | NZL Nova Zelândia | X         | X         |                  |
| Medalha de prata    | Lea Friedrich     | GER Alemanha      | +0.095    | +0.624    |                  |
| Disputa pelo bronze |                   |                   |           |           |                  |
| Medalha de bronze   | Emma Finucane     | GBR Grã-Bretanha  | X         | X         |                  |
| 4                   | Hetty van de Wouw | NED Países Baixos | +0.237    | +0.160    |                  |